# Смерть на взлёте
«Смерть на взлёте» — советский художественный фильм о противостоянии советской и западной разведок, снятый в 1982 году по мотивам книги бывшего сотрудника НКВД — КГБ Андрея Соловьёва «Волки гибнут в капканах». Премьера по ТВ состоялась 14 февраля 1983 года.
Лидер кинопроката СССР 1983 года — занял тринадцатую строчку в общем прокате и пятую строчку среди отечественных лент, фильм посмотрели 23 800 000 зрителей.

## Сюжет
Действие происходит зимой 1982 года.
Молодой советский учёный Игорь Александрович Крымов работает в секретном научно-исследовательском институте и занимается исследованиями, направленными на создание экспериментальных видов броневой стали.
В жизни Крымова появляется девушка Нора Браун, представившаяся ему этнографом из Прибалтики; на самом же деле она является агентом разведки под кодовым именем «Джильберт» и работает на западные спецслужбы.
Раздобыв секретную информацию через Нору, резидент разведки в Москве Макс Бейн пытается завербовать Крымова, прибегая к шантажу; однако Крымов категорически отказывается и трагически погибает при погоне.
В финале фильма западных разведчиков Нору Браун, Макса Бейна и Венсона вместе со всеми материалами, так и не покинувшими пределы страны, успешно задерживают сотрудники КГБ.

## В ролях
| Актёр               | Роль |
| ------------------- | --- |
| Юрий Демич          | Игорь Александрович Крымов, молодой учёный, начальник лаборатории секретного института                  |
| Нелли Пшённая       | Нора Браун, переводчица торговой фирмы «Торренс»; она же швейцарка Эвви Мейер; она же агент «Джильберт» |
| Леонид Сатановский  | Макс Бейн, представитель торговой фирмы; резидент иностранной разведки                                  |
| Константин Желдин   | Венсон, подручный Бейна; он же скупщик драгоценностей «Константин Борисович»                            |
| Сергей Яковлев      | Уваров, полковник КГБ                                                                                   |
| Анатолий Ромашин    | Борис Васильевич Смолин, сотрудник КГБ                                                                  |
| Борис Гусаков       | Павел Жарков, сотрудник КГБ                                                                             |
| Владимир Новиков    | Сергей, коллега по работе и друг Крымова                                                                |
| Эльза Леждей        | Юта, сотрудница иностранной разведки, «журналистка», напарница Макса Бейна                              |
| Александр Дик       | Спелси, сотрудник торгового представительства                                                           |
| Всеволод Платов     | Аркадий Михайлович Бармин, научный руководитель Крымова                                                 |
| Глеб Плаксин        | господин Норман, шеф иностранной разведки                                                               |
| Ерванд Арзуманян    | продавец комиссионного магазина                                                                         |
| Николай Бармин      | член комиссии                                                                                           |
| Александра Данилова | Серафима, соседка «Кадета»                                                                              |
| Наталья Трубникова  | коллега Крымова                                                                                         |
| Лариса Кронберг     | подружка Лэрри Спелси                                                                                   |
| Виктор Фокин        | «Кадет», вор-карманник                                                                                  |
| Вадим Захарченко    | Выпивоха у тайника                                                                                      |

## Факты
- Дача Макса Бейна (иностранного резидента) известна зрителям также как дача профессора Мальцева из фильма «Джентльмены удачи» (1971). Дело в том, что оба этих фильма снимал оператор Георгий Куприянов, — и дача принадлежала ему[4].